# Gucha (distrikt)
Gucha eller Södra Kisii-distriktet är ett av Kenyas 71 administrativa distrikt, och ligger i provinsen Nyanza. År 1999 hade distriktet 460 939 invånare. Huvudorten är Ogembo.